# 술율씨
술률씨(중국어 정체자: 述律氏, 병음: shùlǜ)는 거란의 성씨 중 하나이며 원래는 위구르족의 성씨였다. 순흠황후가 마지막 술률씨이며, 야율덕광 당시에 술률씨를 소씨(蕭氏)로 바꾸었다. 요나라 멸망 이후로는 석말씨(石抹氏)로 다시 바꾸었으며, 이후 만주족에 동화되어 슈무루(舒穆禄)씨로 변경하였다.